# Callisthenes
Callisthenes (Oudgrieks: Καλλισθένης / Kallisthénēs) (ca. 360 – 327 v.Chr.) was een historicus uit het Noord-Griekse Olynthos. Hij was de hofchroniqueur van Alexander de Grote, maar stierf toen hij in ongenade viel. Zijn werk is maar zeer fragmentarisch overgeleverd.

## Leven
Na de vernieling van zijn geboorteplaats in 348 v.Chr., kreeg Callisthenes onderricht van zijn oom Aristoteles in Assos (hij was een zoon van diens nicht Heron). De filosoof had er een school opgericht in de traditie van de Atheense Akademeia. Callisthenes raakte bevriend met Theophrastus, die hem later zou herdenken met een verloren gegaan boek. Aristoteles onderwees hem in de retorica en nam hem mee op reis. Callisthenes hielp zijn leermeester met het oplijsten van de overwinnaars in de Pythische Spelen.
Na zijn opleiding vergezelde Callisthenes Alexander de Grote tijdens zijn Perzische campagne van 334 v.Chr. Toen het Macedonische leger in Egypte was, werd hij uitgestuurd naar de Koesj om de bronnen van de Nijl te verkennen. In Babylon overzag hij de vertaling van de Astronomische Dagboeken. Deze informatie liet Callipus van Cyzicus toe om de Griekse kalender te hervormen. Zijn belangrijkste werk bleef echter het redigeren van de kroniek van Alexanders veldtochten. Aanvankelijk was hij zeer lovend voor de veldheer, maar na verloop van tijd begon hij kritiek te uiten op de Perzische gewoonten, die Alexander overnam. Vooral zijn eis dat ook de Macedoniërs hem met een Perzisch ritueel zouden begroeten, de proskynesis, moest het ontgelden. Op een hofaangelegenheid dronk Anaxarchos Alexander toe en maakte hij een knieval, waarna de koning hem kuste. De andere aanwezigen deden hetzelfde, maar Callisthenes sloeg het deel van de knieval over. Alexander werd erop attent gemaakt en zei dat hij dan ook geen kus zou krijgen, waarop Callisthenes luchtig antwoordde: "Dan neem ik afscheid, een kus armer".
De spanningen liepen op en in de lente van 327 v.Chr. brak de samenzwering van de pages uit. Callisthenes was, als leermeester van Hermolaos en de andere samenzweerders, meteen mee verdacht. Nochtans hielden ze ook onder foltering vol dat ze alleen hadden gehandeld. Het weerhield Alexander er niet van om Callisthenes, die hem immers in zijn hemd had gezet, in de Bactrische stad Kariatia te laten aanhouden en opsluiten. Enige tijd later stierf hij, nauwelijks 33 jaar oud. Over de manier waarop doen verschillende versies de ronde. Volgens Aristoboulos werd hij zeven maanden geketend meegenomen tot hij aan ziekte overleed. Chares houdt het erop dat hij in de kerker stierf aan overgewicht en verluizing. Claudius Ptolemaeus vermeldt dan weer dat hij werd gemarteld en opgehangen.

## Geschriften
De geschriften van Callisthenes zijn slechts in fragmenten overgeleverd, aangehaald door andere auteurs. Uit hun informatie is bekend dat hij de volgende werken schreef:
- Tien boeken over de geschiedenis van Griekenland (Hellenica): behandelt de periode van 387 tot 356 v.Chr.
- Drie boeken over de Phocische Oorlog
- Daden van Alexander: geschiedenis van Alexanders veldtochten

In de derde eeuw n.Chr. ontstond een compilatie van sterke verhalen over Alexander. De auteur van deze eerste Alexanderroman, die de basis vormde voor verdere legendevorming in de middeleeuwen, probeerde zich voor te doen als Callisthenes en wordt traditioneel pseudo-Callisthenes genoemd.

## Antieke bronnen
- Polybios, Historiae, XII 17.
- Strabo, Geographika, XI 11.4.
- Diogenes Laërtius, Leven en leer van beroemde filosofen, V 1.
- Lucius Flavius Arrianus, Anabasis Alexandri, IV 10-14.
- Quintus Curtius Rufus, Historia Alexandri Magni Macedonis, VIII 5-8.
- Plutarchus, Alexander, 52-55.
- Valerius Maximus, Facta et dicta memorabilia, VII 2 § 11.
- Seneca, Naturales quaestiones, VI 23.
- Suda, s.v. Καλλισθένης.